# Citroën DS
Citroën DS (фр. вимова: [si.tʁɔ.ˈɛn de ɛs]) — французький легковий бізнес-автомобіль компанії «Citroën». Випускався з 1955 по 1975 роки. Загалом було продано близько 1,5 млн моделей. Популярності набув завдяки революційному дизайну від Фламінго Бертоні й інноваційним технологіям Андре Лефевра і Поля Мажеса, які встановили нові стандарти для їзди.
Всього продано 1,455,746 у всьому світі, з яких у Франції 1,330,755.

## Назва
Скорочення «DS» («de-es») французькою звучить як «Déesse» (укр. «Богиня»), ID — як «Idée».

## Історія

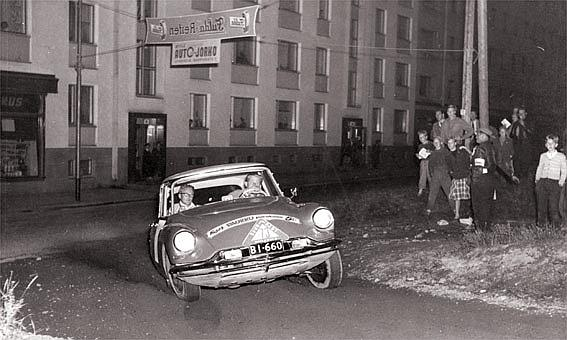
Citroën DS на ралі Фінляндії, 1956.

Ідея автомобіля народилася в 1938 році, коли керівник «Citroen» П'єр Буланже створив концепцію VGD (Voiture de Grande Diffusion — автомобіль масового виробництва). Розробка дизайну і конструкції майбутнього автомобіля, яка тривала близько десяти років, переривалася двічі — під час війни і після смерті П'єра Буланже. Презентація Citroën DS 19 відбулася у квітні 1955 року на Паризькому автосалоні. Його футуристичний дизайн викликав фурор. За перші 45 хвилин продали 750 моделей, за перший день — понад близько 12 тисяч, за період виставки — близько 80 тисяч. Цей рекорд змогла перевершити лише Tesla Model 3 у березні 2016 року.
У вересні 1967 року передня частина автомобіля була істотно змінена, з'явилися чотири фари, розміщені під прозорим ковпаком. На найдорожчих версіях внутрішня пара фар була пов'язана з кермовим керуванням і поверталася, а зовнішня пара фара — з підвіскою і змінювалась у залежності від завантаження автомобіля.

## Технічні особливості

### Кузов
Дизайн автомобіля був революційним і незвичайним для свого часу. DS був творінням легендарного дизайнера Фламініо Бертоні. Двохоб'ємний кузов DS мав дуже низьку посадку, величезну площу остекління, великий передній і дуже маленький задній звіс, плавний обтічний хвіст, що закривав колеса. Стрімкість всього вигляду автомобіля підкреслювалася тонкими, витонченими стійками даху, характерною аеродинамікою кузова і вдалим поєднанням прямих і вигнутих ліній. В інтер'єрі увагу насамперед привертало незвичайне односпицеве кермо.

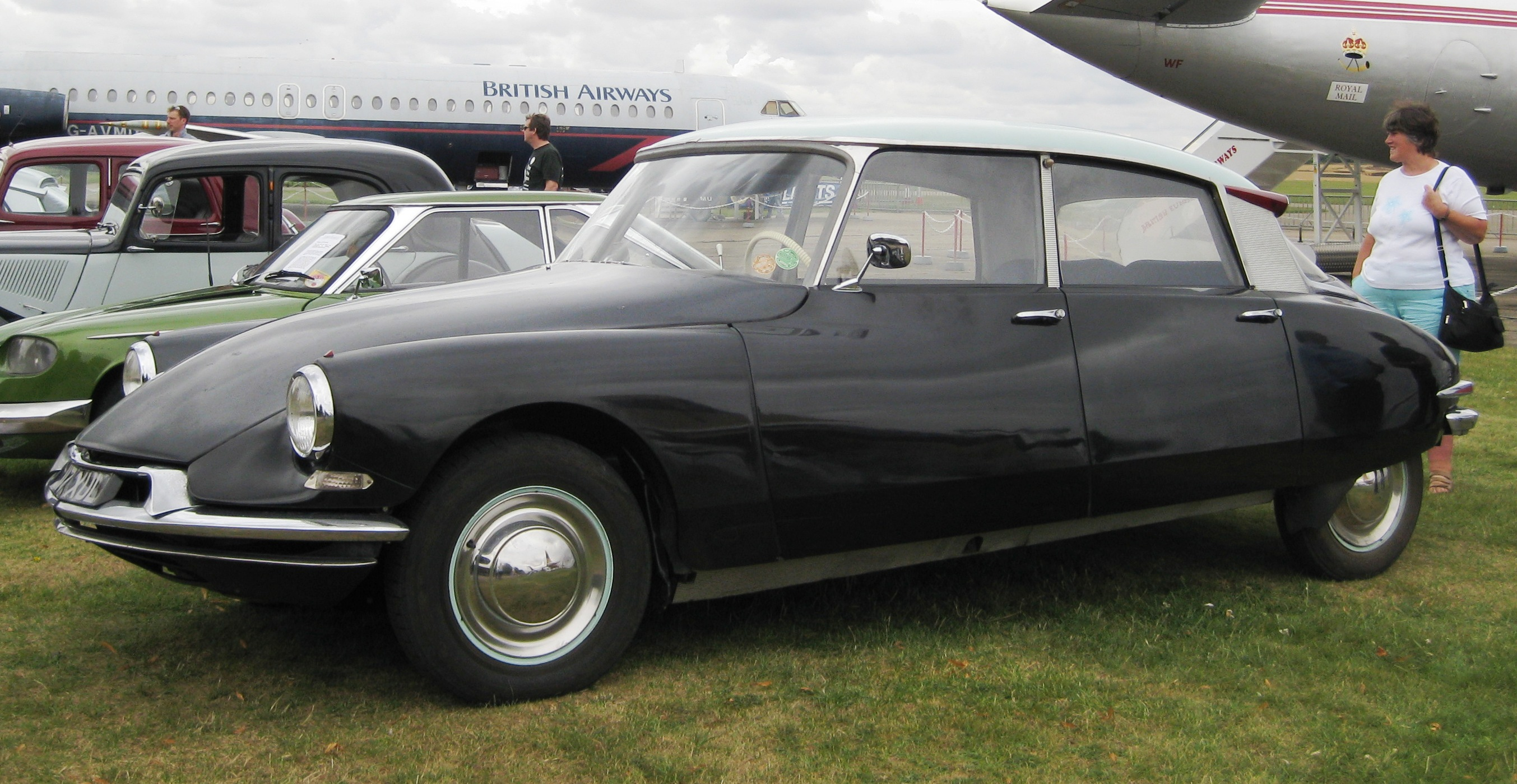
Citroen DS 19 (1957)
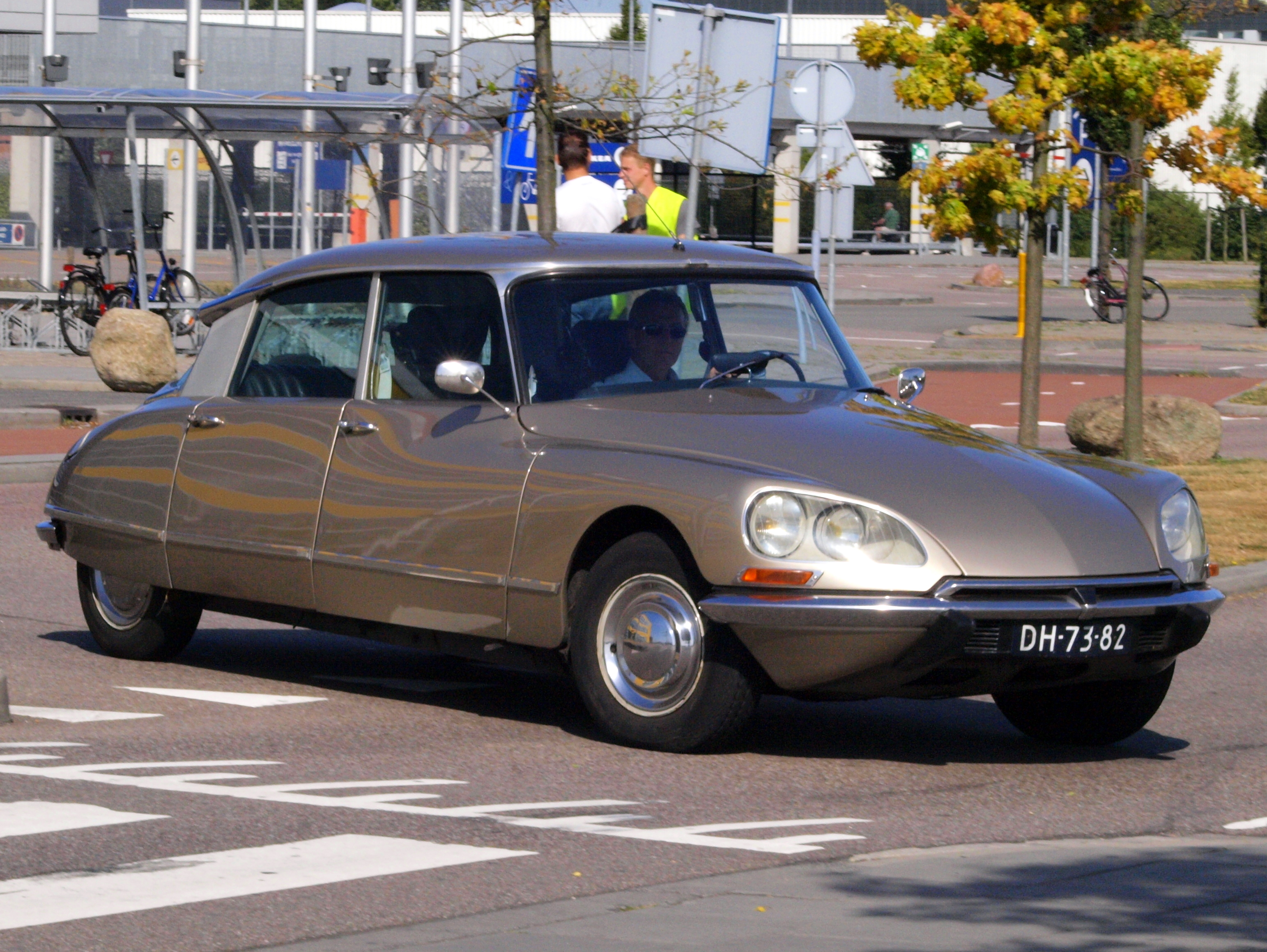
Citroën JD 19 (1967—1975).
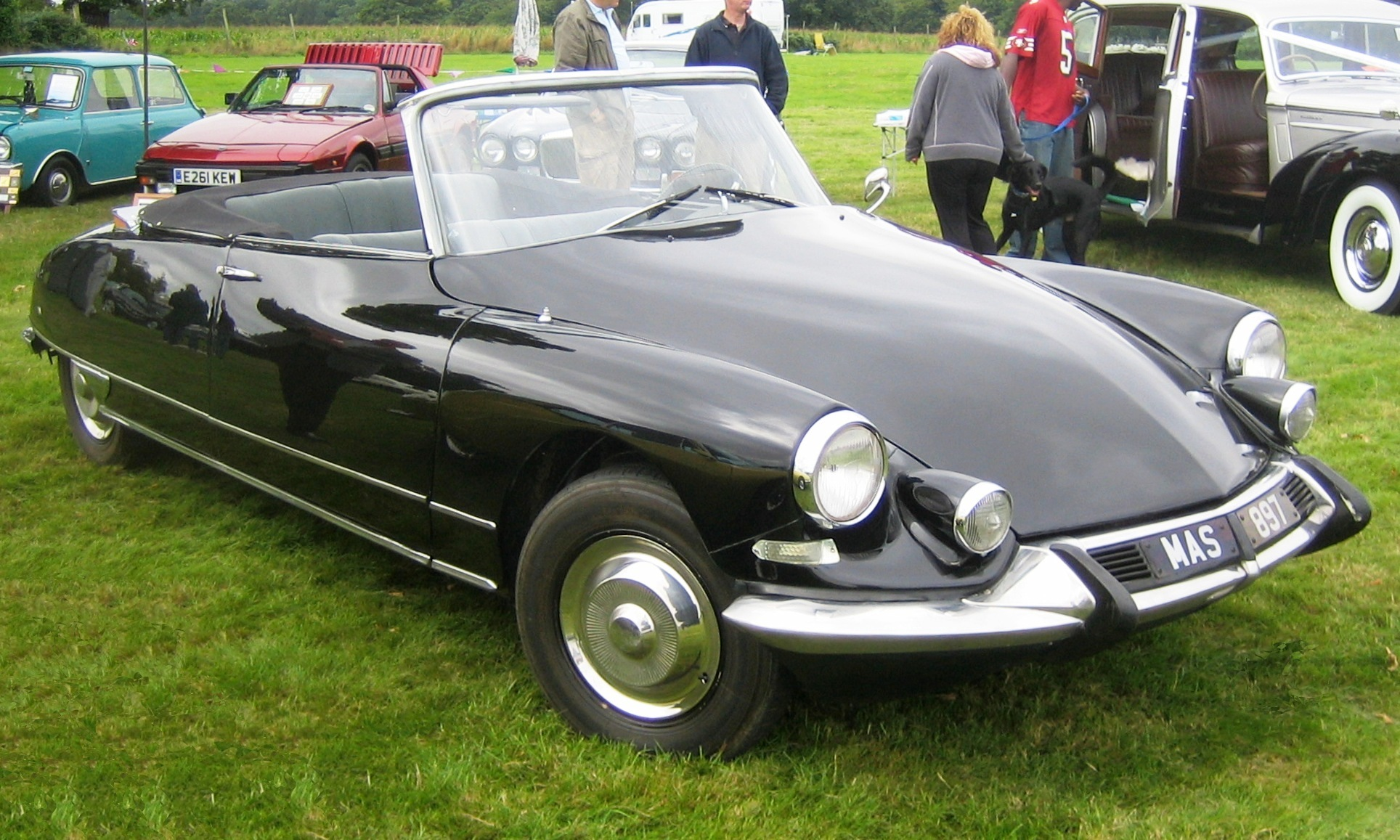
Citroën DS 21 Cabriolet (1967).
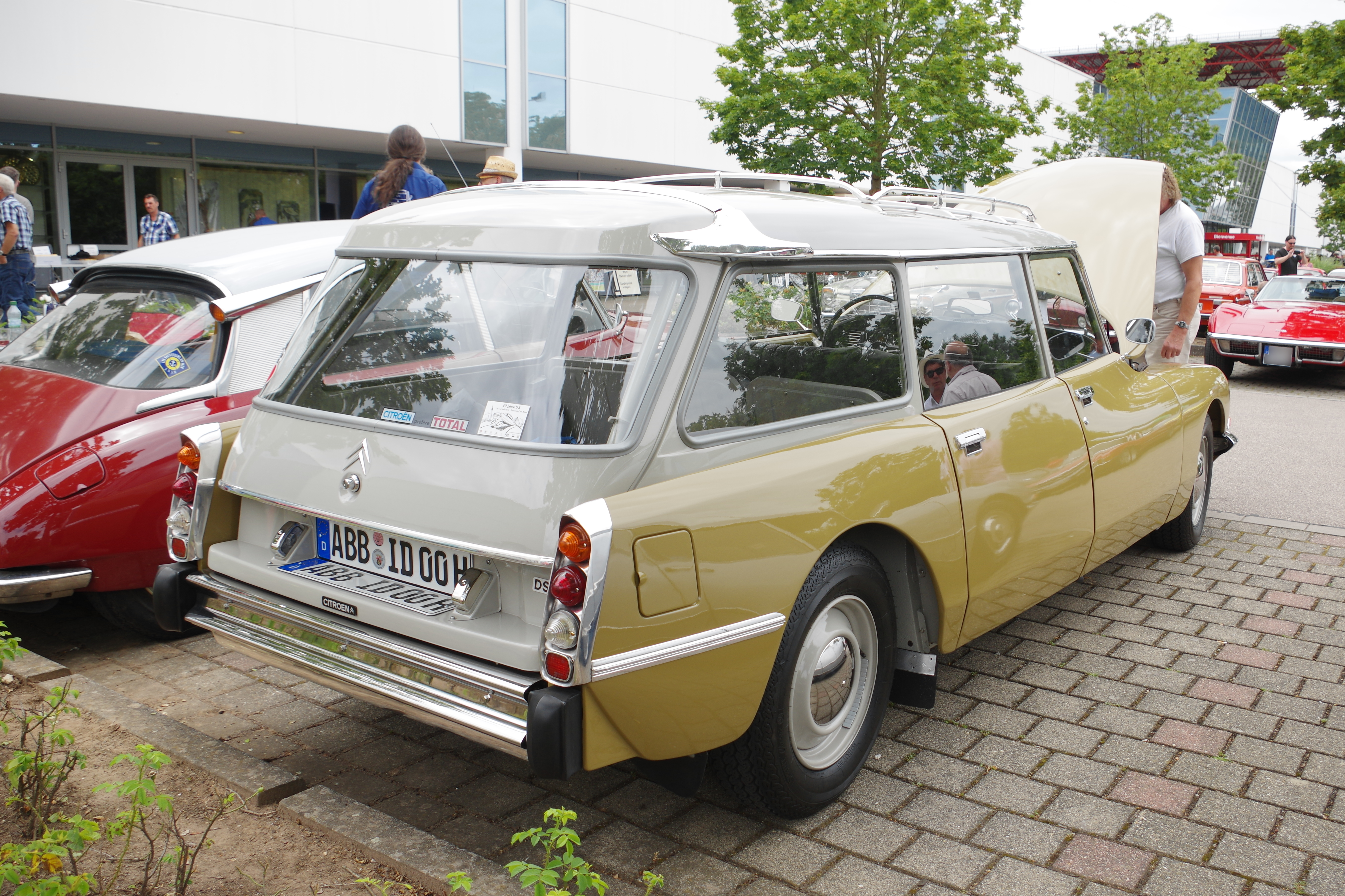
Citroën DS Station Wagon
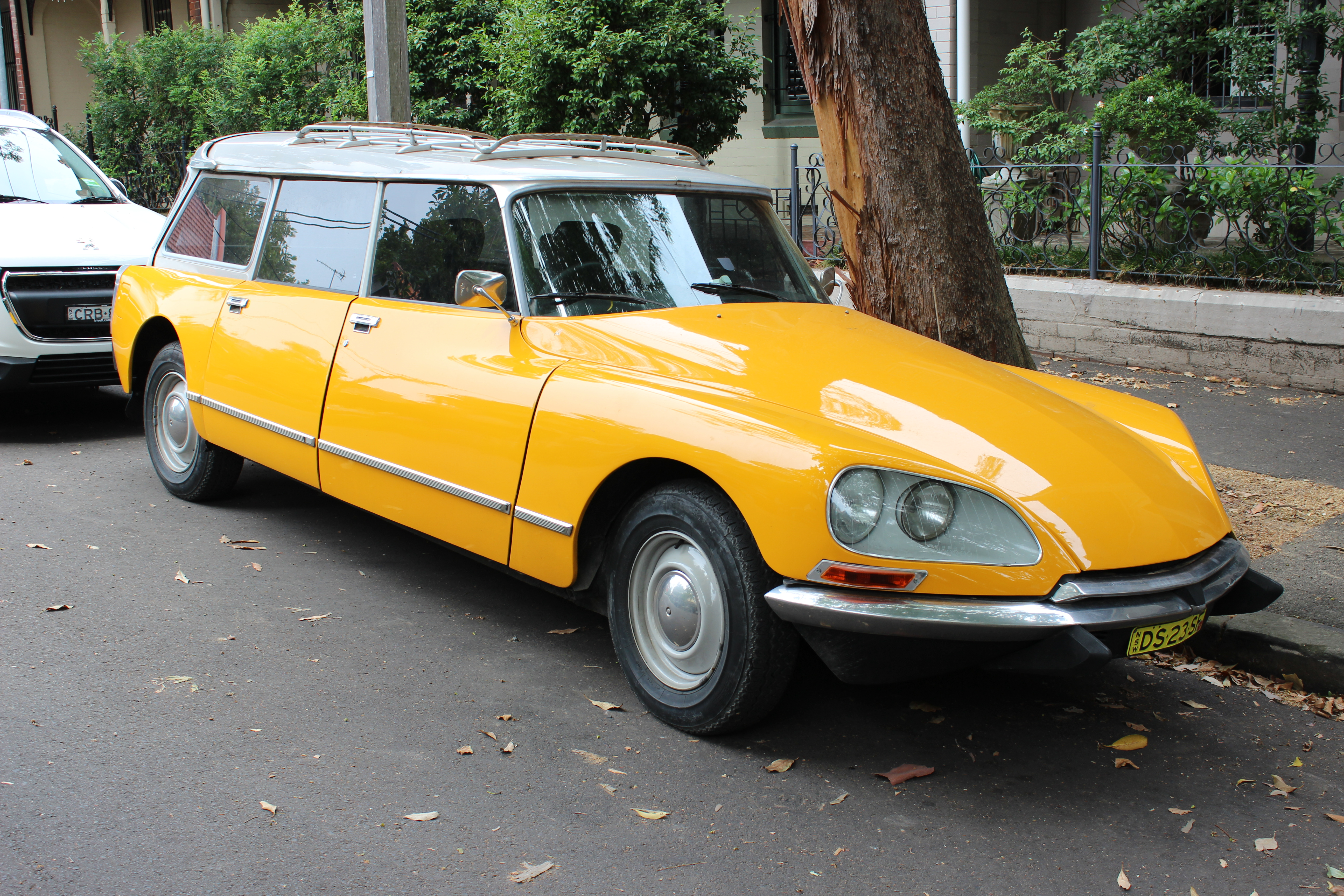
Citroën DS 23 (1973).

### Двигун і підвіска
Незвичне поперечне розташування двигуна залишало багато вільного місця в моторному відсіку, при цьому двигун DS сильно вдавався в салон — його задня стінка розташовувалася безпосередньо під панеллю приладів.
Характеристика двигунів:
| Тип    | Розмір             | Потужність | Рік       |
| ------ | ------------------ | ---------- | --------- |
| ohv 14 | 1,911 cc (117 cid) | 60         | 1955-1966 |
| ohv 14 | 1,985 cc (121 cid) | 103        | 1966-1975 |
| ohv 14 | 2,175 cc (133 cid) | 115        | 1968-1975 |
| ohv 14 | 2,347 cc (143 cid) | 125        | 1971-1975 |

Citroën DS мав цілу низку технологічних інновацій: гідропневматична підвіска, що забезпечувала не тільки плавність ходу, але і дозволяла піднімати чи опускати кузов автомобіля, дискові гальма, гідравлічні підсилювачі керма і гальм, автоматичне зчеплення, гідравлічна система управління приводом перемикання передач.
Автомобіль мав небувало низький для того часу коефіцієнтом аеродинамічного опору: Cx = 0,34-0,38. У модифікації 1968 року були введені поворотні фари.

### Переваги

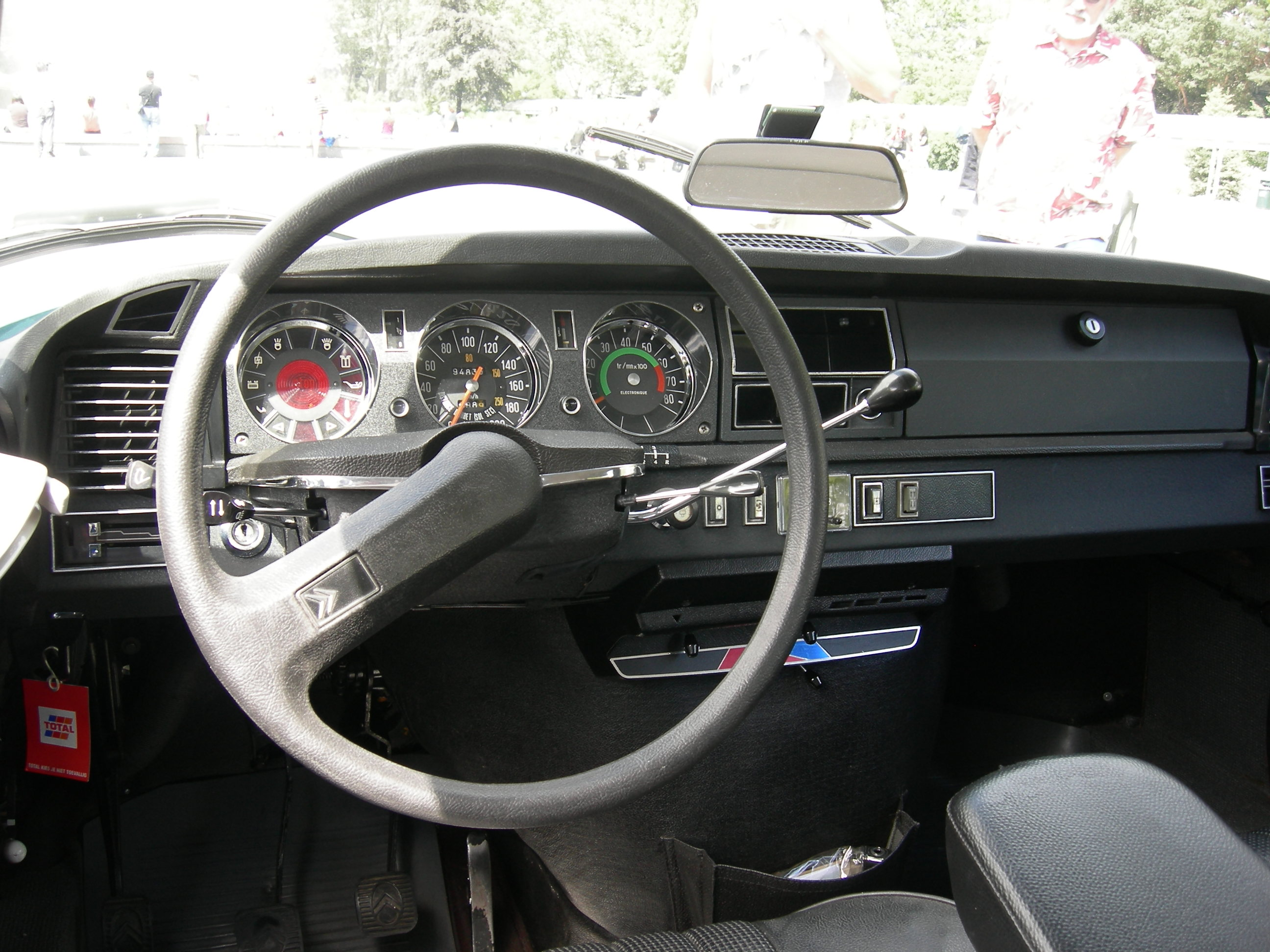
Кермо та панель приладів моделі 1974 року.

Крім революційного дизайну і технічних інновацій, DS мав численні споживчі переваги. Власники машини зазвичай виділяли наступні якості:
- Низька витрата палива, викликана чудовою аеродинамікою кузова;
- М'яка підвіска;
- Виняткова плавність ходу;
- М'які крісла;
- Хороший огляд по всіх напрямах;
- Особлива кривина заднього скла, що забезпечує повний стік води зі своєї поверхні при русі автомобіля під час дощу;
- Коробка передач із вдалим підбором передавальних чисел, що дозволяє на п'ятій передачі їхати зі швидкістю від 50 до 140 км/год;
- Гарна тяга на низах, що дозволяє їхати в пробці на третій-четвертій швидкості без смикань і вижиму зчеплення;
- Дуже ефективні гальма для свого часу;
- Хороша курсова стійкість на будь-якій швидкості;
- «Гостре», легке і чутливе кермо, що дозволяє швидко виконувати різкі перестроювання;
- Малий радіус розвороту, що виключає проблеми з парковкою, розворотами і маневруванням у вузьких місцях.

### Недоліки

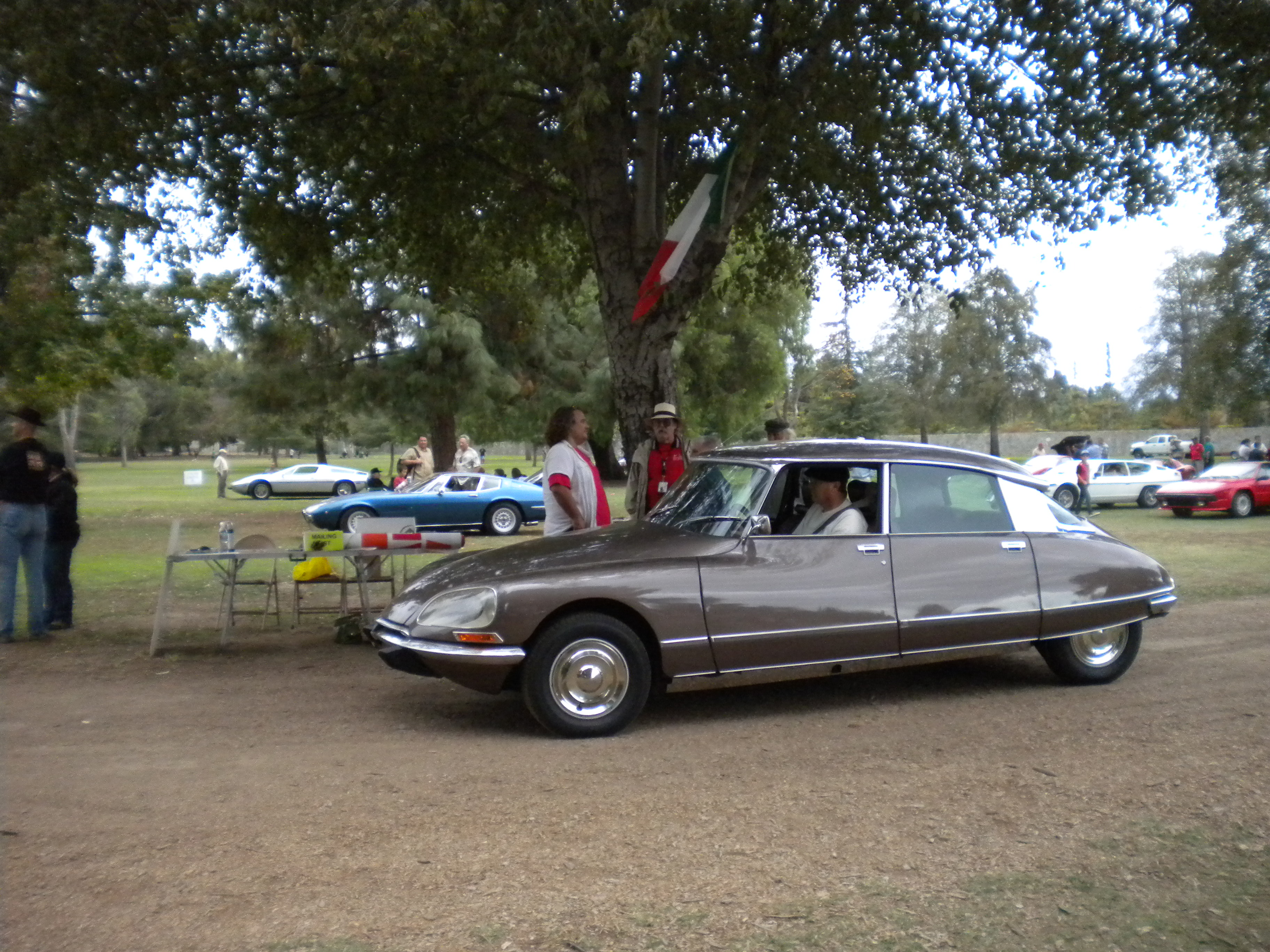
1975 Citroën DS

Компонування автомобіля, що дісталася йому від довоєнної моделі «ТА», була далека від раціональної: розташування двигуна глибоко в моторному відсіку маховиком вперед створювало проблеми при обслуговуванні та ремонті, а система охолодження по-справжньому ефективно працювала тільки на максимальних швидкостях. Сама конструкція двигуна була на той момент вже застарілою.
З точки зору споживача, автомобіль мав такі недоліки:
- Тісний (для його габаритів) салон, особливі нарікання викликала мала висота даху над заднім сидінням;
- Мала для цього класу місткість багажника, так як він розташовувався строго між задніми колісними нішами;
- Надмірний крен в поворотах;
- Присідання задньої частини машини при різкому рушанні;
- Присідання всього автомобіля при різкому гальмуванні через падіння тиску в контурах пневмогідравлічний системи, спільної для гальм і підвіски;
- Величезна складність в обслуговуванні через велику кількість технічних інновацій.

## Ринкова доля
Всього за 20 років було вироблено близько 1 млн. 330 тис. штук моделі. Будучи дуже успішним на європейському ринку, в Північній Америці DS не мав такого тріумфу: американського покупця, в ту пору (друга половина 1950-х років) уже звиклого до щорічної зміні дизайну, не зацікавила модель, яка за концепцією дизайну відповідала моделі «Хадсона» «степ-даун» кінця 1940-х років.

## У поп-культурі

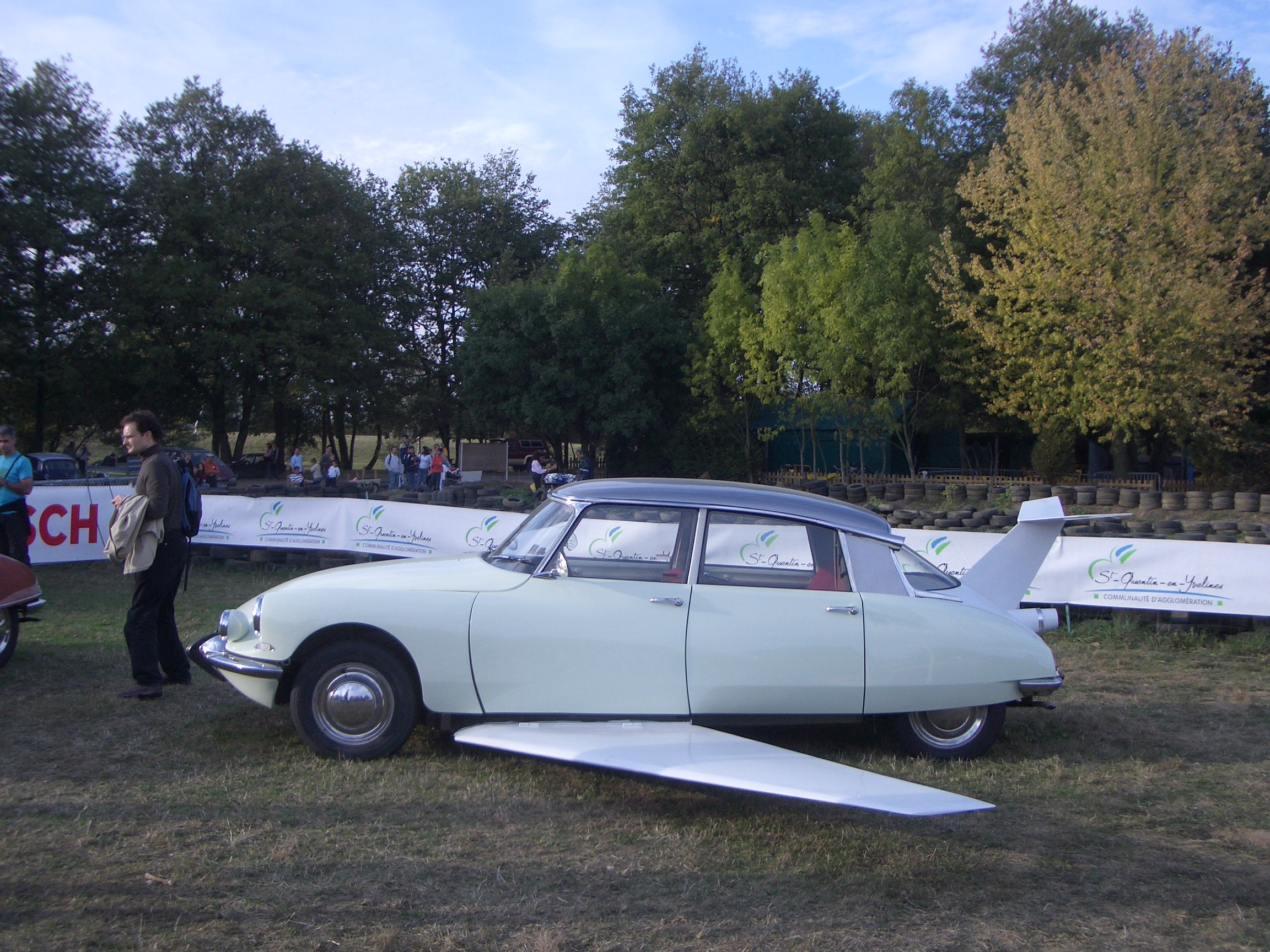
Citroën-літак з фільму «Фантомас» (1964).

У Ле-Петі-Кламарт поблизу Парижа 22 серпня 1962 року стався замах на вбивство президента Де Голля в 1962 році. Незважаючи на велику кількість пострілів і пробиті шини, автомобіль не зійшов з дороги і зміг вирватися від обстрілу. Подія історично точно відтворили у фільмі «День Шакала» 1973 року. Citroën DS понад 20 років фігурував у різноманітних статтях журналів і газет. Крім того отримав екранний час у таких відомих фільмах як «Фантомас» (1964), «Фантомас розбушувався» (1965), «Пригоди рабина Якова» (1973), «Гаттака»(1997), «Повернення резидента» (1982), «Відпустка в Європі» (1985), «Назад в майбутнє 2» (1990), «Васабі»(2001), «Ace of Base — Unspeakable» (2002), «Богиня 1967» (2000), «Втікачі» (1986), «Втеча»(1978), «День шакала» (1973), «Le Samouraï» (1967), «Час»(2011), «Шпигун, вийди геть» (2011). За даними IMCDb автомобіль з'являвся в кінострічках 2 700 раз.
Модель у масштабі 1/43 випущена французькою філією фірми «Meccano» (під брендом «Dinky Toys»).